# Carlton Reid
Carlton Reid ist ein englischer Autor und Journalist.

## Berufliche Laufbahn
Reid ist Chefredakteur und Gründer des monatlich erscheinenden Magazins BikeBiz.com. 1997 war er Teilinhaber und Autor des Magazins On Your Bike, einem Magazin für familiäre und begeisterte Radfahrer. Er war Co-Manager des ersten britischen Mountainbike-Teams, welches 1987 an der Mountainbike-Weltmeisterschaft in Villard-de-Lans teilnahm. 2008 wurde er als einer der ersten zwanzig Personen in der "MBUK Mountain Bike Hall of Fame" aufgenommen.

## Werke
- Adventure Mountain Biking. Crowood Press, 1991, ISBN 978-1-85223-388-4.
- Discover Israel. Berlitz, 1993, ISBN 978-2-8315-0671-5.
- (Mit K. Leigh, J. Kennedy): Lebanon: A Travel Guide. Pelican Publishing Company, 1996, ISBN 978-1-899831-00-5.
- I-Spy Bicycles. I-Spy Ltd, 1998, ISBN 978-1-85671-183-8.
- (Mit D. Joyce, P. Vincent): Le grand livre du vélo. Solar, 1998, ISBN 978-2-263-02615-7.
- Hamlyn (Hrsg.): (mit D. Joyce, P. Vincent) Complete Book of Cycling. Crowood Press, 1990, ISBN 978-0-600-59944-9.
- "Mtb Pro" Expedition Mountain Biking. Future Publishing, 1999, ISBN 978-1-85981-023-1.
- Classic Mountain Bike Routes of the World. Quarto Publishing, 2000.
- Family Cycling. Richard's Cycle Books, 2009, ISBN 978-1-906727-02-4.
- Roads Were Not Built for Cars. Island Press, 2015, ISBN 978-1-61091-689-9.
- The Cambridgeshire Cook Book: A Celebration of the Amazing Food & Drink on Our Doorstep. Get Stuck in, 2015, ISBN 978-0-9928981-9-9.
- Bike Boom: The Unexpected Resurgence of Cycling. Island Press, 15. Juni 2017.